# Karsten Lucke
Karsten Lucke, né le 29 décembre 1974 à Kiel, est un homme politique allemand, membre du Parti social-démocrate d'Allemagne (SPD).
En janvier 2022, il devient député européen à la suite de la démission de Norbert Neuser.